# 大興郡
大興郡（テフンぐん）は、朝鮮民主主義人民共和国平安南道東北部に位置する郡。

## 地理
狼林山脈のうち大同江源流地帯にあたる郡である。

### 隣接行政区
- 北 － 龍林郡（慈江道）、長津郡（咸鏡南道）
- 東 － 栄光郡、咸州郡（いずれも咸鏡南道）
- 南 － 耀徳郡（咸鏡南道）
- 西 － 寧遠郡、東新郡（慈江道）

## 行政区域
1邑・1労働者区・16里を管轄する。
| - 大興邑（テフンウプ） - 鯨水労働者区（キョンスロドンジャグ） - 広通里（クァントンニ） - 錦城里（クムソンニ） - 大同里（テドンニ） - 徳興里（トクンニ） - 都興里（トフンニ） - 狼林里（ランニムニ） - 龍坪里（リョンピョンニ） | - 文三里（ムンサムニ） - 福興里（ポクンニ） - 小白里（ソベンニ） - 新南里（シンナムニ） - 雲興里（ウヌンニ） - 仁龍里（イルリョンニ） - 昌峴里（チャンヒョンニ） - 平和里（ピョンファリ） - 黒水里（フクスリ） |

## 歴史
1945年8月15日の時点で、寧遠郡の一部であった。1952年12月に北朝鮮の行政区画が改編された際、寧遠郡東北部にあたる城龍面・大興面・小白面・新城面からなる大興郡（1邑24里）が新設された。1954年10月から1972年11月までは咸鏡南道に所属した。

### 年表
この節の出典
- 1952年12月 - 郡面里統廃合により、平安南道寧遠郡城龍面・大興面・小白面・新城面および温和面・徳化面の各一部地域をもって、大興郡を設置。大興郡に以下の邑・里が成立。(1邑24里)
  - 大興邑・龍大里・青山里・淳浩里・龍坪里・広通里・仁龍里・福興里・黒水里・鯨水里・平和里・大同里・小白里・狼林里・錦城里・昌壮里・都興里・雲興里・新南里・昌峴里・文三里・徳興里・温陽里・茴陽里・新興里
- 1954年10月 - 行政区画の見直しにより、咸鏡南道大興郡となる。(1邑18里)
  - 龍大里・青山里・淳浩里・温陽里・茴陽里・新興里が平安南道寧遠郡に編入。
- 1956年9月 - 昌壮里が雲興里・昌峴里に分割編入。(1邑17里)
- 1961年3月 - 鯨水里が鯨水労働者区に昇格。(1邑1労働者区16里)
- 1972年11月 - 行政区画の見直しにより、平安南道大興郡となる。(1邑1労働者区16里)
- 2001年8月 - 黒水里の一部が咸鏡南道咸州郡上倉里と合併し、咸鏡南道咸興市来日労働者区となる。(1邑1労働者区16里)